# Maslinik
Maslinik je poljodjelsko zemljište koje je zasađeno maslinama i koje se koristi za maslinarstvo.
Kvalitetu ploda maslinika odlučuju brojni čimbenici, kao što je primjerice lokacija, izloženost suncu, mikroklimatski uvjeti i tlo.
Zaštitnici maslinara su: sv. Špiridion (Špirijun, Spiridon), sv. Nikola.